# Rayane Bounida
Rayane Bounida (Vilvoorde, Bélgica, 3 de marzo de 2006) es un futbolista belga que juega de centrocampista en el Jong Ajax de la Eerste Divisie. Desde 2014 se habla de él como la próxima gran promesa. Cuando cumplió 16 años, tenía un contrato con Nike y más de 420,000 seguidores en Instagram.

## Trayectoria
Jugó en las categorías inferiores del R. S. C. Anderlecht, y desde muy joven apareció regularmente en los medios de comunicación internacionales como el nuevo gran talento. El día de su decimosexto cumpleaños se anunció que firmaría un contrato profesional con el Ajax de Ámsterdam, por el que se rumoreaba que pagaría 700,000 euros al año. Muchos grandes equipos europeos estaban interesados en fichar al joven jugador, entre ellos el Manchester City F. C. y el París Saint-Germain F. C.
El 9 de diciembre de 2024 debutó con el equipo filial del Ajax, el Jong Ajax, en un partido de la Eerste Divisie contra el De Graafschap. Entró como suplente en el minuto 86 y marcó el segundo gol del Jong Ajax en el tiempo añadido de la victoria por 2-0. Marcó 4 goles en sus 5 primeros partidos con el Jong Ajax, pasando a ser titular a finales de enero.

## Selección nacional
Ha jugado con la selección belga sub-16, marcando 4 goles en 16 partidos, con la sub-17, marcando 1 gol en 7 partidos y con la sub-18, marcando 3 goles en 4 partidos.

## Estadísticas

### Clubes
Actualizado al último partido disputado el 28 de abril de 2025.
| Club                             | Div.          | Temporada     | Liga  | Liga  | Liga   | Copas nacionales | Copas nacionales | Copas nacionales | Copas internacionales | Copas internacionales | Copas internacionales | Total | Total | Total  |
| Club                             | Div.          | Temporada     | Part. | Goles | Asist. | Part.            | Goles            | Asist.           | Part.                 | Goles                 | Asist.                | Part. | Goles | Asist. |
| -------------------------------- | ------------- | ------------- | ----- | ----- | ------ | ---------------- | ---------------- | ---------------- | --------------------- | --------------------- | --------------------- | ----- | ----- | ------ |
| Jong Ajax · Países Bajos         | 2.ª           | 2024-25       | 18    | 6     | 1      | —                | —                | —                | —                     | —                     | —                     | 18    | 6     | 1      |
| Jong Ajax · Países Bajos         | Total club    | Total club    | 18    | 6     | 1      | 0                | 0                | 0                | 0                     | 0                     | 0                     | 18    | 6     | 1      |
| Ajax de Ámsterdam · Países Bajos | 1.ª           | 2024-25       | 1     | 0     | 0      | —                | —                | —                | 0                     | 0                     | 0                     | 1     | 0     | 0      |
| Ajax de Ámsterdam · Países Bajos | Total club    | Total club    | 1     | 0     | 0      | 0                | 0                | 0                | 0                     | 0                     | 0                     | 1     | 0     | 0      |
| Total carrera                    | Total carrera | Total carrera | 19    | 6     | 1      | 0                | 0                | 0                | 3                     | 0                     | 0                     | 19    | 6     | 1      |